# 皇后寶戒
皇后寶戒（日语：クイーンズリング），是日本純種競賽馬匹。生涯於一哩至長途賽事均有穩定的表現，曾於2016年贏得女皇伊利沙伯二世盃及於2017年有馬紀念跑獲亞軍。

## 出賽前
2012年5月25日出身於北海道千歲市社台牧場，所有權歸於牧場負責人吉田照哉之子吉田哲哉旗下。
其後交由栗東訓練中心練馬師吉村圭司訓練。

## 競賽生涯

### 2歲
2014年12月21日出戰中山競馬場2歲新馬戰，比賽途中因順利出閘一直處於有利位置，通過第四彎道時經已取得領先，進入直路後繼續加速下成功以2 1/2馬位優勢取得首勝。

### 3歲
2015年以菜花賞作爲年度首戰，比賽途中保持穩定節奏下成功於直路衝出，最終拉開後方的至大光城2馬位取得冠軍。
3月15日出戰雌馬賽，比賽初段因漏閘需要於後方位置追走，於比賽途中並未有太大的加速動作，因而於通過最後彎道後仍然處於後方。然而進入直路後，其隨即展現優秀的加速力，最終爆發出全場最快末腳下成功奪得首個分級賽冠軍。

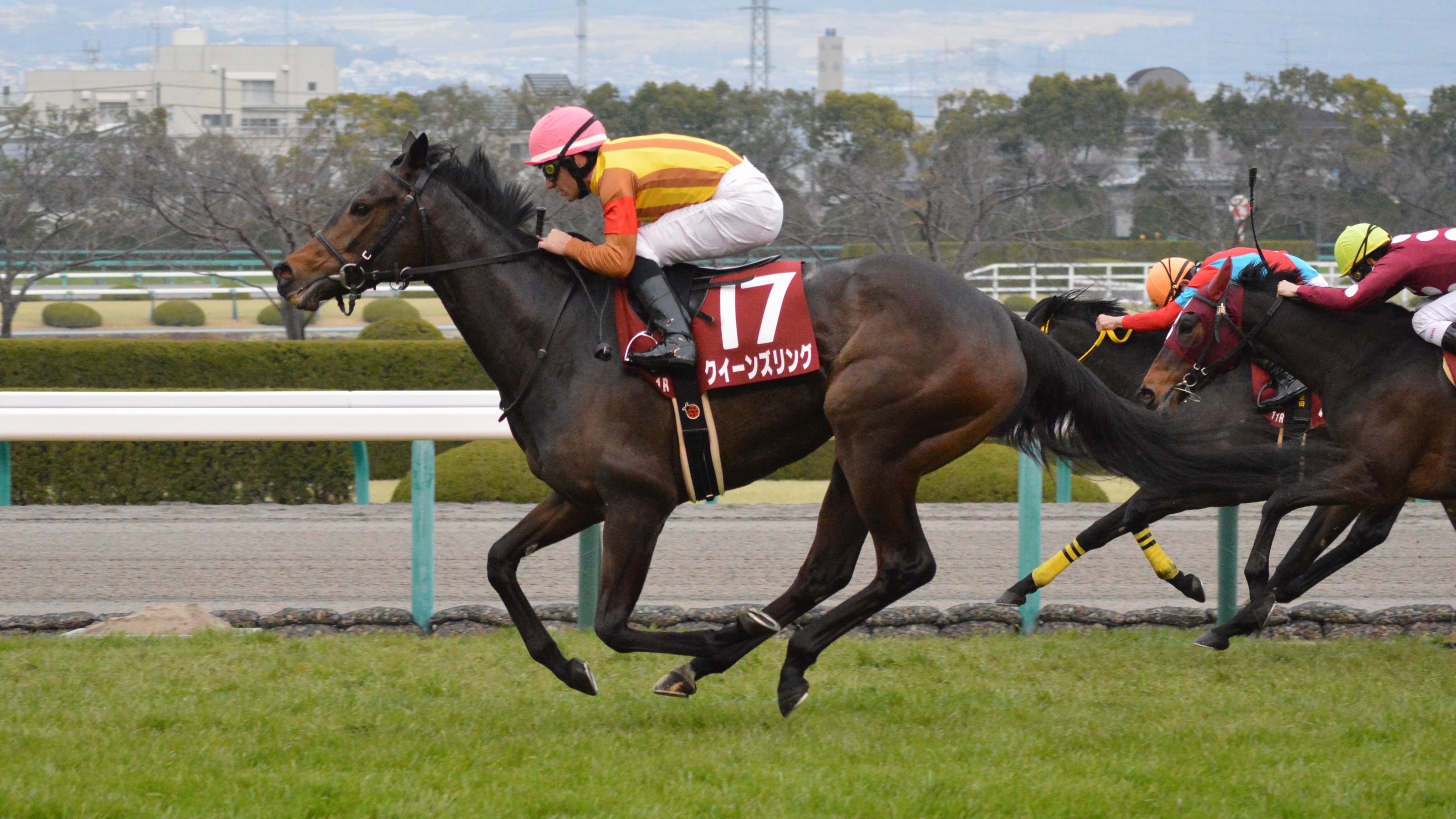
出戰雌馬賽的皇后寶戒

然而其後出戰櫻花賞及優駿牝馬（日本橡樹大賽）未能維持水準，最終分別以第四及第九落敗。
入秋後以玫瑰錦標作爲起動戰，比賽途中一直處於前方內欄的位置推進，但受到較高步速的影響逐漸被力弱，最終僅以第五完賽。
10月18日出戰秋華賞，賽前獲得第五人氣。比賽開始後，其選擇於中團靠後位置推進，並於比賽途中一直保持穩定的節奏。進入直路後，其於外檔位置不斷加速，可惜仍然無法超越早一步衝出的覓奇妃，以頸位差距憾負得第二。
11月15日出戰女皇伊利沙伯二世盃，然而一直處於後方無法衝出，最終以第八大敗。

### 4歲
2016年年初以京都牝馬錦標作爲年度首戰，採用先行戰術下於直路輕鬆超越取得領先並一直保持優勢，最終贏過日暮天藍取得第二個分級賽冠軍。
其後出戰維多利亞一哩賽，比賽途中一直保持於中團位置穩步追走，但於進入直路後並未有任何亮眼的表現，亦未能成功突破馬群，最終再度以第八大敗。
進入夏季後出戰公開賽米子錦標，雖然賽前獲得壓倒性的第一人氣，但於直路不斷被前方的Kento O拋離下無法反超，最終以第二完賽。
短暫放草後於10月出戰府中牝馬錦標，並於其中以絕佳的狀態成功發揮優秀的加速力，以1 1/2馬位拋離日暮天藍取勝。
11月13日出戰女皇伊利沙伯二世盃，賽前僅次於寶塚紀念冠軍兼上屆盟主勝之石及上年度橡樹秋華雙冠馬覓奇妃取得第三人氣。比賽開始後，其因爲漏閘而未有搶前，而是無視前方一流代步的領放，以自身的節奏於中團位置和勝之石及覓奇妃一同穩步推進，並於通過第三彎道後稍微上前進佔第七的位置。進入直路後，其隨即於外檔位置發揮優秀的末腳速度衝出，最終成功於終點線前超越第十二人氣伏兵Sing with Joy，以頸位優勢取得首個一級賽冠軍。

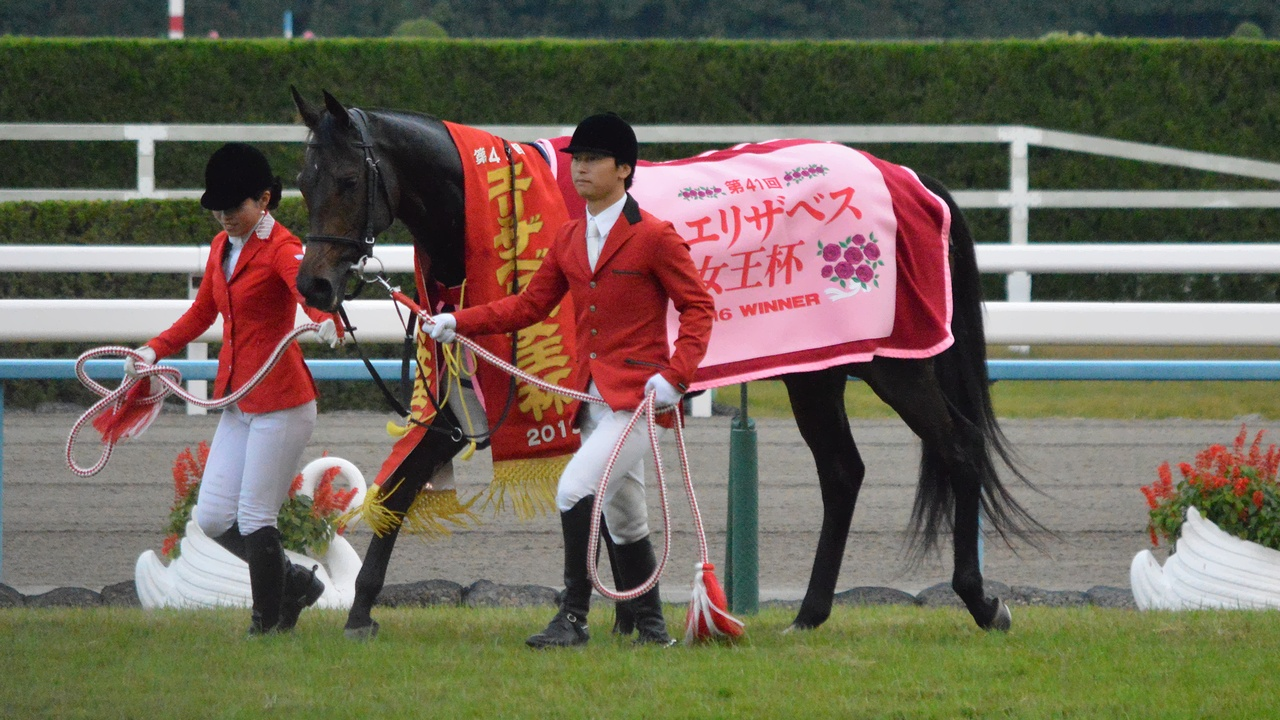
女皇伊利沙伯二世盃頒獎儀式

其後陣營安排其遠征香港出戰香港盃，但受到大外檔起步等不利因素的影響下後上不及，最終以第九大敗。

### 5歲
2017年年初陷入低潮，於春季出戰阪神牝馬錦標因蹄鐵跌落而以尾二第十五大敗，於維多利亞一哩賽亦僅取得第六的戰績。
入秋後其狀態稍微回復，但仍然未能做出任何突破，出戰府中牝馬錦標及女皇伊利沙伯二世盃分別以第四及第七落敗。
12月24日出戰有馬紀念並以此作爲退役戰，由於本年度戰績慘烈，因而於賽前僅獲得第八人氣。比賽開始後，其一直保持於先頭位置順應慢步速追走，並於進入直路後加速衝出。最終於其不斷衝刺之下超越前方賽駒，僅敗於前方慢放的北部玄駒以爆冷姿態取得亞軍。
賽後按照計劃退役，並於2018年1月5日取消日本中央競馬會的賽駒註冊。

### 詳細賽績
| 日期       | 舉辦國家/地區 | 馬場 | 距離   | 級別 | 賽事名稱           | 負重 | 騎師   | 馬號 | 出馬 | 名次 | 時間    | 頭馬（二馬）      |
| ---------- | ------------- | ---- | ------ | ---- | ------------------ | ---- | ------ | ---- | ---- | ---- | ------- | ----------------- |
| 21/12/2014 | 日本          | 中山 | 草1800 |      | 2歲新馬            | 54   | 貝諾華 | 13   | 13   | 1    | 1:53.5  | （Queen's Lapis） |
| 17/1/2015  | 日本          | 中山 | 草1600 |      | 菜花賞             | 54   | 貝諾華 | 15   | 15   | 1    | 1:34.9  | （至大光城）      |
| 15/3/2015  | 日本          | 阪神 | 草1400 | GII  | 雌馬賽             | 54   | 杜滿萊 | 17   | 18   | 1    | 1:22.5  | （Perfica）       |
| 12/4/2015  | 日本          | 阪神 | 草1600 | GI   | 櫻花賞             | 55   | 杜滿萊 | 13   | 18   | 4    | 1:36.8  | 唐吉快跑          |
| 24/5/2015  | 日本          | 東京 | 草2400 | GI   | 優駿牝馬           | 55   | 杜滿萊 | 6    | 17   | 9    | 2:26.0  | 覓奇妃            |
| 20/9/2015  | 日本          | 阪神 | 草1800 | GII  | 玫瑰錦標           | 54   | 杜滿萊 | 16   | 17   | 5    | 1:46.1  | 真摰演說          |
| 19/10/2015 | 日本          | 京都 | 草2000 | GI   | 秋華賞             | 55   | 杜滿萊 | 9    | 18   | 2    | 1:56.9  | 覓奇妃            |
| 15/11/2015 | 日本          | 京都 | 草2200 | GI   | 女皇伊利沙伯二世盃 | 54   | 薛達祺 | 2    | 18   | 8    | 2:15.2  | 勝之石            |
| 20/2/2016  | 日本          | 京都 | 草1400 | GIII | 京都牝馬錦標       | 56   | 杜滿萊 | 14   | 18   | 1    | 1:22.9  | （日暮天藍）      |
| 15/5/2016  | 日本          | 東京 | 草1600 | GI   | 維多利亞一哩賽     | 55   | 杜滿萊 | 12   | 18   | 8    | 1:32.5  | 真誠少女          |
| 19/6/2016  | 日本          | 阪神 | 草1600 | OP   | 米子錦標           | 55   | 杜滿萊 | 3    | 9    | 2    | 1:35.2  | Kento O           |
| 15/10/2016 | 日本          | 東京 | 草1800 | GII  | 府中牝馬錦標       | 54   | 杜滿萊 | 13   | 13   | 1    | 1:46.6  | （日暮天藍）      |
| 13/11/2016 | 日本          | 京都 | 草2200 | GI   | 女皇伊利沙伯二世盃 | 56   | 杜滿萊 | 3    | 15   | 1    | 2:12.9  | （Sing with Joy） |
| 11/12/2016 | 香港          | 沙田 | 草2000 | G1   | 香港盃             | 55.5 | 杜滿萊 | 12   | 12   | 9    | 2.02.08 | 滿樂時            |
| 8/4/2017   | 日本          | 阪神 | 草1600 | GII  | 阪神牝馬錦標       | 56   | 杜滿萊 | 3    | 16   | 15   | 1:36.5  | 覓奇妃            |
| 14/5/2017  | 日本          | 東京 | 草1600 | GI   | 維多利亞一哩賽     | 55   | 杜滿萊 | 8    | 17   | 6    | 1:34.3  | 領銜女角          |
| 14/10/2017 | 日本          | 東京 | 草1800 | GII  | 府中牝馬錦標       | 56   | 杜滿萊 | 4    | 14   | 4    | 1:48.4  | 火星花            |
| 12/11/2017 | 日本          | 京都 | 草2200 | GI   | 女皇伊利沙伯二世盃 | 56   | 杜滿樂 | 7    | 18   | 7    | 2:14.6  | 魔族之鳥          |
| 24/12/2017 | 日本          | 中山 | 草2500 | GI   | 有馬記念           | 55   | 李慕華 | 3    | 16   | 2    | 2:33.8  | 北部玄駒          |

## 退役後
退役後，皇后寶戒成爲了繁殖雌馬，於北海道千歲市社台牧場休養，在2018年進行配種。實際上的首匹子嗣於2019年出生，但因夭折未有登錄於血統書中。

### 詳細繁殖資料
| 數目   | 馬名             | 出生年 | 性別 | 父系             | 練馬師         | 馬主                 | 戰績                 |
| ------ | ---------------- | ------ | ---- | ---------------- | -------------- | -------------------- | -------------------- |
|        | （無血統書登錄） | 2019   | 雄   |                  |                |                      | （夭折）             |
| 第一匹 | 實爽             | 2020   | 雄   | 龍王             | 栗東・友道康夫 | 金子真人控股         | 7戰2冠1亞1季（退役） |
| 第二匹 | 皇后寶戒2022     | 2021   | 雌   | 龍王             |                | Shadai Racing Co Ltd | （未出賽・繁殖）     |
| 第三匹 | Woolworths       | 2022   | 雌   | Bricks and Motor | 栗東・吉村圭司 | Shadai Racing Co Ltd | （出賽前）           |
| 第四匹 | Finger Lakes     | 2023   | 雄   | 龍王             | 栗東・藤原英昭 | Shadai Racing Co Ltd | （出賽前）           |
| 第五匹 | 皇后寶戒2024     | 2024   | 雄   | 龍王             |                |                      | （出賽前）           |

## 血統簡介
父系曼城茶座爲日本賽駒，生涯於長距離賽事有良好表現，包括勝出菊花賞、有馬紀念及春季天皇賞等長距離賽事。祖父週日寧靜爲美國三冠賽雙軍馬，退役後在日本配種，其子嗣贏得巨額獎金，連續12年成為日本冠軍種馬。
母系Aqua Ring爲日本賽駒，生涯僅勝出一場賽事。外祖父Anabaa爲美國生產的法國賽駒，生涯戰績優秀，曾勝出七月盃及紀爾斯大賽。

### 血統表
| 父線：週日寧靜系（Halo系）        |                                |               |                 |
| 種馬 曼城茶座 2002年（棗色）      | 週日寧靜 1986年（棕色）        | Halo          | Hail to Reason  |
| 種馬 曼城茶座 2002年（棗色）      | 週日寧靜 1986年（棕色）        | Halo          | Cosmah          |
| 種馬 曼城茶座 2002年（棗色）      | 週日寧靜 1986年（棕色）        | Wishing Well  | Understanding   |
| 種馬 曼城茶座 2002年（棗色）      | 週日寧靜 1986年（棕色）        | Wishing Well  | Mountain Flower |
| 種馬 曼城茶座 2002年（棗色）      | Subtle Change 1988年（深棗色） | Law Society   | 聲稱            |
| 種馬 曼城茶座 2002年（棗色）      | Subtle Change 1988年（深棗色） | Law Society   | Bold Bikini     |
| 種馬 曼城茶座 2002年（棗色）      | Subtle Change 1988年（深棗色） | Santa Luciana | Luciano         |
| 種馬 曼城茶座 2002年（棗色）      | Subtle Change 1988年（深棗色） | Santa Luciana | Suleika         |
| 繁殖雌馬 Aqua Ring 2005年（棗色） | Anabaa 1992年（棗色）          | 單色          | 北地舞人        |
| 繁殖雌馬 Aqua Ring 2005年（棗色） | Anabaa 1992年（棗色）          | 單色          | Pas de Nom      |
| 繁殖雌馬 Aqua Ring 2005年（棗色） | Anabaa 1992年（棗色）          | Balbonella    | Gay Mecene      |
| 繁殖雌馬 Aqua Ring 2005年（棗色） | Anabaa 1992年（棗色）          | Balbonella    | Bamieres        |
| 繁殖雌馬 Aqua Ring 2005年（棗色） | Sea Ring 1990年（棗色）        | Bering        | Arctic Tern     |
| 繁殖雌馬 Aqua Ring 2005年（棗色） | Sea Ring 1990年（棗色）        | Bering        | Beaune          |
| 繁殖雌馬 Aqua Ring 2005年（棗色） | Sea Ring 1990年（棗色）        | Blue River    | 河人            |
| 繁殖雌馬 Aqua Ring 2005年（棗色） | Sea Ring 1990年（棗色）        | Blue River    | Azurella        |
| 雌系：號族：1-t                   |                                |               |                 |
| 五代內近親交配：河人 4×5          |                                |               |                 |

## 命名由來
名字中，Queens（クイーンズ）即是皇后的意思，Ring（リング）則是戒指，繼承自母系Aqua Ring之名字，香港加以聯想，以「寶戒」作为翻譯。

## 外部連結
- 皇后寶戒 netkeiba.com （页面存档备份，存于）
- 血統表